# オリックス銀行
オリックス銀行株式会社（オリックスぎんこう、英: ORIX Bank Corporation）は、東京都に本店を置くオリックス傘下の銀行である。信託業務を兼営。主力商品は、インターネット専用定期預金「eダイレクト預金」、カードローン、投資用不動産ローン。

## 概要
もとは山一證券の信託子会社であったが、山一證券の自主廃業によりオリックスに譲渡された。1998年にオリックス グループ入りして以来、既存の銀行のあり方にとらわれずに事業を展開。信託銀行に分類されているが、新たな形態の銀行に近い業態となっている。
預金業務ではインターネットや電話などを通じた取り引きを中心とすることで、運営費を抑え、高水準の預金金利を提供。また、特定分野に強みを発揮する銀行として、投資用不動産ローンやカードローン、信託商品や投資信託など、人生における「ためる」「ふやす」「そなえる」「かりる」それぞれのシーンで、利用可能な商品やサービスを提供。 
店舗はないが、出張所にあたるローンプラザがある。 2018年4月に初のコンサル型有人店舗「ORIX BANK GINZA PLAZA」を開設。2020年3月期決算においては、当期純利益は前期比8%増の180億円 。11期連続で増益を達成し、7期連続で過去最高益を更新した。

## 沿革
- 1993年 - 山一信託銀行株式会社として開業。
- 1997年 - 親会社の山一證券が自主廃業する。
- 1998年 - オリックスに譲渡。オリックス信託銀行株式会社に改称。
- 1999年
  - ダイレクト預金の取り扱い開始、住宅ローン事業開始。
  - 全国銀行協会に加入。
- 2000年 - セゾンカード会員向けのバンキングサービス（セゾンカードバンキングサービス）開始。
- 2001年 - インターネット取引専用定期預金「eダイレクト預金」の取り扱い開始。
- 2003年 - 信託協会の準社員として加入。
- 2005年 - セゾンカードバンキングサービスの新規取引を停止。
- 2008年 - 借りかえ専用ローン「バンクプレミア」の取り扱い開始。
- 2009年

  - 「法人eダイレクト定期預金」の取り扱い開始。
  - 本店を中央区日本橋兜町から港区芝へ移転。
- 2010年 - 総資産1兆円を突破。
- 2011年
  - 預金残高1兆円を突破。
  - 10月1日 - オリックス信託銀行株式会社からオリックス銀行株式会社へ名称を変更[2]。
- 2012年 - 「オリックス銀行カードローン」の取り扱い開始。
- 2013年 - 「eダイレクト金銭信託」の取り扱い開始[3]。
- 2014年 - 「eダイレクト2週間定期預金」の取り扱い開始。
- 2015年
  - 個人向け預金残高および個人向け不動産融資残高1兆円を突破。　
  - 「かんたん相続信託」の取り扱い開始[4]。
- 2016年 - 「オリックス銀行カードローン」の融資残高1,000億円を突破。
- 2017年 - 「しんくみ相続信託」の取り扱い開始[5]。
- 2018年 
  - 「ORIX BANK GINZA PLAZA」をオープン。
  - 個人向け「投資信託」の取り扱い開始[6]。
  - 「キャッシュフローシミュレーター」の取り扱い開始。
  - 「家族信託サポートサービス」の取り扱い開始。
- 2019年
  - 「かんたん相続信託〈遺贈寄附特約〉」の取り扱い開始。
  - 預金残高（譲渡性預金を含む）2兆円突破

## 商品

### 預金

#### eダイレクト預金
キャッシュカードや通帳・証書を発行しないインターネット取引専用預金である。

##### eダイレクト定期預金
インターネットバンキング版の定期預金。事前に同時開設される自分名義のeダイレクト普通預金に資金を振り込み、そこからインターネットバンキングを利用して振替操作を行うことで、定期預金を預け入れる。6ヵ月、1年、2年、3年、5年、7年の預入期間を選択可能。（預入金額は100万円以上。）

##### eダイレクト2週間定期預金
インターネットバンキング版の定期預金。事前に同時開設される自分名義のeダイレクト普通預金に資金を振り込み、そこからインターネットバンキングを利用して振替操作を行うことで、定期預金を預け入れる。2週間で満期が到来する。（預入金額は50万円以上。）

##### eダイレクト普通預金
本店に開設される普通預金口座。本来は、定期預金であるeダイレクト預金を振り替るためのプール口座であるが、一般の銀行の貯蓄預金のように毎月利息が入る点が特徴。

#### ダイレクト預金
郵送手続きにより作成する定期預金であり、預金証書が発行される。 取引経路をダイレクトバンキング（ダイレクトマーケティング）に限定した預金であるため、「通販型定期預金」と謳っている。

### 信託

#### eダイレクト金銭信託
インターネット取引に特化した貸付金運用型金銭信託。投資家から集めた資金を企業への貸付金として運用する。
資金の貸付先は1回の募集毎に1社に限られ、貸付先の会社名を商品に明記しているのが最大の特徴である。貸付先はソフトバンクグループ、Zホールディングスなど。

#### かんたん相続信託
委託者から預かった資金を管理・運用し、相続が発生した際にあらかじめ指定した受取人に一括して支払う商品。相続が発生するまでは年1回収益金が支払われる。「通販型遺言代用信託」と謳っている。
2019年4月、自治体への遺贈を目的とした「遺贈寄附特約」の取り扱いを開始。

### 投資信託
委託会社が設定する各種投資信託を販売している。

### 投資用不動産ローン
東京・名古屋・大阪・福岡の4ヵ所に対面拠点の「住宅ローンプラザ」がある。

#### 不動産投資ローン
購入する投資用不動産を担保として、賃貸を目的とした投資用不動産の購入・借りかえなどに利用できるローン。

#### 不動産担保ローン
所有する不動産を担保として、海外不動産や別荘、太陽光パネルの購入資金などに利用できるローン。

### カードローン
利用限度額以内であれば、必要なときに必要な金額を何度でも借りられる、使いみち自由なローン。借り入れや返済は、全国の提携ATMで利用可能。